# Tișăuți
Tișăuți – wieś w Rumunii, w okręgu Suczawa, w gminie Ipotești. W 2011 roku liczyła 997 mieszkańców. 